# Bagno Pogorzel
Rezerwat przyrody Bagno Pogorzel – torfowiskowy rezerwat przyrody, położony w gminie Mińsk Mazowiecki (powiat miński, woj. mazowieckie) w pobliżu wsi Grabina, w leśnictwie Stankowizna. Lokalna nazwa to „Bagno Pogorzelskie”.

## Cel i przedmiot ochrony
Celem ochrony rezerwatu jest zachowanie ze względów naukowych i dydaktycznych dużego, naturalnego zbiornika retencyjnego oraz występujących w jego zasięgu stanowisk roślin całkowicie lub częściowo chronionych.
Przedmiot ochrony stanowi bagno z otaczającymi go drzewostanami oraz występującymi tam gatunkami roślin i ptaków podlegających ochronie.

## Podstawa prawna
Zarządzenie Ministra Ochrony Środowiska, Zasobów Naturalnych i Leśnictwa z dnia 11 grudnia 1995 r. w sprawie uznania za rezerwaty przyrody.

## Klasyfikacja rezerwatu
Według obowiązujących kryteriów rozporządzenia Ministra Środowiska z 30 marca 2005 r. w sprawie rodzajów, typów i podtypów rezerwatów przyrody, pod względem rodzaju, rezerwat Bagno Pogorzel jest rezerwatem torfowiskowym (T). Dalej, ze względu na dominujący przedmiot ochrony rezerwat można zaklasyfikować jako: typ – biocenotyczny i fizjocenotyczny (PBf), podtyp – biocenoz naturalnych i półnaturalnych (bp). Natomiast ze względu na główny typ ekosystemu, jako rezerwat torfowiskowy (ET), podtyp torfowisk wysokich (tw).

## Walory przyrodnicze
O charakterze rezerwatu Bagno Pogorzel decyduje bagno w bezodpływowym obniżeniu terenu z licznymi oczkami wodnymi, otoczone drzewostanami na siedliskach o różnej wilgotności. Występują tu takie zbiorowiska roślinne jak: mszar środkowoeuropejski (Sphagnetum magellanici), kontynentalny bór bagienny (Vaccinio uliginosi-Pinetum), ols torfowcowy (Sphagno squarrosi-Alnetum), grąd subkontynentalny (Tilio-Carpinetum), bór mieszany (Querco-Pinetum), torfowisko przejściowe Eriophorum angustifolium-Sphagnum recurvum, zerpół turzycy nitkowej (Caricetum lasciocarpe). W rezerwacie stwierdzono wiele ciekawych gatunków roślin, w tym chronionych i rzadkich; występują m.in. rosiczka okrągłolistna (Drosera rotundifolia), grzybienie północne (Nymphea candida), modrzewnica zwyczajna (Arctostaphylos uva-ursi), sit drobny (Juncus bulbosus), żurawina błotna (Oxycoccus quadripetalis). Obiekt jest również bardzo interesujący pod względem ornitologicznym. Łącznie na terenie rezerwatu stwierdzono dotychczas co najmniej 53 gatunki ptaków lęgowych i prawdopodobnie lęgowych, spośród których 18 to gatunki wodno-błotne. Na uwagę zasługują m.in. żuraw (Grus grus), błotniak stawowy (Circus pygeagus), wodnik (Rallus aquaticus), perkozek (Tachybaptus ruficollis), rybitwa czarna (Chlidonias niger), remiz (Remiz pendulinus), kszyk (Gallinago gallinago) czy kobuz (Falco subbuteo).